# Margit Carstensen
Margit Carstensen (Kiel, Alemania, 29 de febrero de 1940-Heide, Alemania, 1 de junio de 2023) fue una actriz alemana.

## Biografía
Tras estudiar interpretación en la Hochschule für Musik und Theater Hamburg, empezó a trabajar con el Theater der Freien de Bremen. Fue en esa época cuando conoció al director de cine Rainer Werner Fassbinder, con el que trabajó en muchas películas, desde 1970 a 1980.
Sus principales papeles en las películas de Fassbinder fueron:
- Magarethe en El viaje a Niklaushausen (1970)
- Petra von Kant en Las amargas lágrimas de Petra von Kant (1972)
- Martha en Martha (1973)
- Nora en Nora Helmer (1973)
- Sra. Thälmann en Viaje a la felicidad de Mamá Küsters (1975)
- Margot en Miedo al miedo (1975)
- Andrea en Satansbraten (1976)
- Arianne Christ en Ruleta china (1976)
- Petra Vielhaber en La tercera generación (1979)

Margit Carstensen era considerada una grande de la escena en Alemania, y en los últimos años trabajó para varios directores jóvenes.